# Lingua kwadi
La lingua kwadi è una lingua estinta un tempo parlata nell'Africa sudoccidentale (Angola), appartenente alla famiglia delle lingue khoisan. La lingua era nota con svariati altri nomi e grafie alternative (bakoroka, cuanhoca, cuepe, curoca, koroka, makoroko, mucoroca).
La classificazione viene generalmente associata al grande insieme delle lingue khoe a comporre il gruppo khoe-kwadi, per quanto questa classificazione sia ancora oggetto di dubbi.
La lingua kwadi veniva parlata da alcune popolazioni di cacciatori-raccoglitori e pescatori stanziati nella parte sudoccidentale costiera dell'Angola. La lingua risulta al giorno d'oggi estinta; nonostante fosse ancora attestata nel 1971, non ne venivano riportati parlanti già nel 1981.
Il kwadi, analogamente alle altre lingue khoisan, era contraddistinto dalla presenza di numerose consonanti clic (prodotte facendo schioccare la lingua contro il palato o contro i denti).